# レイチェル・エルカインド
レイチェル・エルカインド（Rachel Elkind-Tourre、1939年2月23日 - ）は、アメリカ合衆国の音楽プロデューサー、作曲家。ウェンディ・カーロスのレコードのプロデューサーとして活躍した。

## 来歴
サンフランシスコで育つ。ジャズ歌手になるためにニューヨークに移った。コロムビア・レコードの社長、ゴダード・リーバーソンの秘書としてニューヨークのレコーディング・スタジオで働いていた頃、エルカインドはウォルター・カーロス（のちにウェンディ・カーロス）と出会う。
1967年、カーロスはそれまで10年間作り溜めていた電子音楽の作品と、友人のベンジャミン・フォークマンとニューヨークのコロムビア・プリンストン・エレクトロニック・ミュージック・センターで書いた作品を彼女に聴かせた。その中にあったバッハの「二声のインヴェンション」第8番ヘ長調の演奏をエルカインドは気に入り、モーグ・シンセサイザーによるバッハの作品集のレコードを作る構想が生まれた。「ブランデンブルク協奏曲」第3番ト長調がまず製作され、その出来栄えが彼女の予想を遥かに上回るものであったことから、エルカインドはレコードのプロデューサーを務めることとなった。コロムビア・レコードでプロデューサー、指揮者として働いていた友人のエットレ・ストラッタと契約を結び、コロムビア・マスターワークス・レコードのポール・マイヤーズの力を借りて、二人は2,500ドルの前金を元に製作にとりかかった。ウェストサイド・マンハッタンにあるブラウンストーンを張った建物の地下にスタジオが設けられ、アンペックスの8トラック・レコーダーで録音は行われた。
ベンジャミン・フォークマンの演奏も含む『スウィッチト・オン・バッハ（Switched-On Bach）』は1968年10月に発売され、Billboard 200の10位、ビルボードのクラシカル・アルバム・チャートの1位を記録し、グラミー賞3部門を受賞した。エルカインドもプロデューサーとして最優秀クラシカル・アルバム賞を受賞した。
イヴ・トゥーレ（Yves Tourre）と結婚し、フランスに移住する1980年までカーロスのレコードのプロデューサーを務めた。『時計じかけのオレンジ』（1971年）のサウンドトラックではベートーヴェンの「交響曲第9番」でボーカルを担当し、『シャイニング』（1980年）のサウンドトラックでは、テーマ曲と「Rocky Mountains」の2曲をカーロスとともに作曲した。
ジョアン・ジルベルトのレコードのプロデューサーを務めたこともある。カーロスが彼に「あなたのレコードを作りたい」と申し出たことからアルバムの製作が決まり、エルカインドもニューヨークのレコーディング・スタジオに呼ばれることとなった。カーロスがエンジニアを務め、彼女がプロデュースした『三月の水』（1973年）はジルベルトの代表作の一つとなった。